# 走れ仔馬よ 牧場は五月
「走れ仔馬よ 牧場は五月」（はしれこうまよまきばはごがつ）は、日本の楽曲。作詞・作曲：田沢進也、編曲：石川皓也、歌：阿部ユキ子とフォークウィンズ。
1972年4月 - 5月、NHKの『みんなのうた』で紹介。「お国めぐりシリーズ」第19弾で、北海道の日高の牧場を舞台に、主人公である女性と仔馬の付き合いの様子を、フォークソング仕立てで歌った楽曲。イントロ部では馬に因んで、かつて『みんなのうた』でも紹介された事がある外国曲『草競馬』の後半の部分が使用されている。
再放送は1年後の1973年4月 - 5月のみで、その後は1975年放送の『特集みんなのうた』で再放送されただけだったが、「みんなのうた発掘プロジェクト」による音声提供により、2013年4月 - 5月にラジオのみで実に40年ぶりに再放送された。その後映像も提供され、2016年4月から7月まで『みんなのうた』公式サイト内に一部だけではあるが、動画が入った。